# Amstellyceum
Het Amstellyceum was een montessorischool voor voortgezet onderwijs aan de Mauritskade in Amsterdam. Deze school is in 2012 opgeheven en sinds 2014 is er het Metis Montessori Lyceum (MML) gevestigd.

## Algemeen
De school was een montessorilyceum met de richtingen Gymnasium, vwo (Atheneum), havo en vmbo-T. Meer dan 50% van de leerlingen zat op de vmbo-afdeling van de school. Cursusjaar 08-09 had de school 504 leerlingen (inclusief VAVO-leerlingen) en 52 docenten. Het vwo werd afgebouwd. Er was een succesvolle havo-kansklas.

## Samenwerking
De school werkte samen met andere montessorischolen in Amsterdam. Deze zijn:
- Montessori Lyceum Amsterdam
- Montessori College Oost
- IVKO
- Cosmicus Montessori Lyceum

## Onderwijsinspectie
De onderwijsinspectie stelde in haar rapport: De school is bezig over te schakelen op montessorionderwijs, maar is daar nog niet mee klaar. De school werkt aan onderwijsrendementen en examenresultaten, die op gemiddeld niveau liggen.